# Chemsedine Bouchaib
Chemsedine Bouchaib – algierski zapaśnik walczący w stylu wolnym. Brązowy medalista mistrzostw Afryki w 2018. Mistrz śródziemnomorski w 2018 roku.